# Ґуркі-Ґрубакі
Ґуркі-Ґрубакі (пол. Górki-Grubaki) — село в Польщі, у гміні Коритниця Венґровського повіту Мазовецького воєводства.
Населення — 231 особа (2011).
У 1975-1998 роках село належало до Седлецького воєводства.

## Демографія
Демографічна структура станом на 31 березня 2011 року:
|          | Загалом | Допрацездатний вік | Працездатний вік | Постпрацездатний вік |
| -------- | ------- | ------------------ | ---------------- | -------------------- |
| Чоловіки | 127     | 28                 | 78               | 21                   |
| Жінки    | 104     | 19                 | 60               | 25                   |
| Разом    | 231     | 47                 | 138              | 46                   |